# Поздняково (Томський район)
Поздняко́во (рос. Поздняково) — селище (в минулому присілок) у складі Томського району Томської області, Росія. Входить до складу Моряковського сільського поселення.
Стара назва — Позднякова.

## Населення
Населення — 9 осіб (2010; 14 у 2002).
Національний склад (станом на 2002 рік):
- росіяни — 86 %